# Talento digital
Talento digital es una dimensión del talento personal, derivado de la expansión de las Tecnologías de Información y Comunicación (TIC)[cita requerida]

## Contexto social
La Union Europea reclama a los Estados miembros adoptar propuestas en torno al Mercado Único Digital, a fin de que Europa pueda reducir la brecha digital y aprovechar al máximo las oportunidades digitales. Las empresas demandan cada vez más profesionales con este talento digital, que ayuden a desarrollar su negocio en el nuevo entorno:  según el Estudio de Competencias Digitales del ICEMD (Instituto de Economía Digital de ESIC), sólo un 19% de las empresas en los principales sectores de economía tienen un nivel de competencia digital alto. El MIT destaca el aumento de la competencia mundial por captar ese talento digital.

## Desarrollo de talento digital
Ante este auge de la digitalización, como señala Ganesh Shermon (2017) los trabajadores pueden desarrollar mediante diferentes sistemáticas su talento y capacidades digitales. Según David Villaseca (2017),  el punto de partida es un plan de desarrollo personal para identificar fortalezas y debilidades de la persona, así como la situación del entorno. Los siguientes pasos para desarrollar el talento digital serían formarse en habilidades y capacidades digitales especializadas, así como reforzar la marca personal con experiencias memorables.